# Большие Зелёные Луга
Больши́е Зелёные Луга́ — деревня в Тонкинском районе Нижегородской области России, входит в состав Большесодомовского сельсовета.

## География
Деревня находится в северо-восточной части Нижегородской области, в подзоне южной тайги, при впадении реки Церква в Усту.

### Климат
Климат характеризуется как умеренно континентальный, с коротким умеренно жарким влажным летом и холодной многоснежной зимой. Среднегодовая температура — 3,6 °C. Средняя температура воздуха самого тёплого месяца (июля) — 24,1 °C; самого холодного (января) — −16 °C. Продолжительность безморозного периода составляет около 216 дней. Среднегодовое количество атмосферных осадков составляет 550—600 мм, из которых около 40 % выпадает в летние месяцы.

## Население
| 2002 | 2010 |
| ---- | ---- |
| 135  | ↘98  |

## Инфраструктура
В деревне расположен дом-интернат для престарелых и инвалидов.